# Teodora (X secolo)
Teodora I (870 circa – 916) è stata una nobildonna italiana della Roma medievale.

## Biografia
Divenne senatrix e serenissima vestaratrix di Roma con il matrimonio con il senator Teofilatto Vestararius pontificio e Magister Militum, madre di Marozia che a sua volta era la concubina di papa Sergio III, il cui pontificato fu rimarcabile per l'ascesa della pornocrazia di Teodora e delle sue figlie, Marozia e Teodora II, in un periodo noto anche come governo delle prostitute
Teodora era la nonna di papa Giovanni XI, un figlio di Marozia e - secondo Liutprando da Cremona e il Liber Pontificalis - di papa Sergio III, poi legittimato come figlio di Alberico I. Altre fonti dell'epoca tuttavia - ad esempio l'annalista Flodoard (c. 894-966) - affermano che Giovanni XI fu davvero fratello di Alberico II, in quanto davvero figlio naturale di Alberico I, e non di Sergio III. Venne ancora descritta da Liutprando, come una «sfacciata puttana ... che esercitò il suo potere nella città di Roma peggio di un uomo... che chiavava prelati e cardinali per governare e ottenere favori».
Teodora I, come le figlie Marozia († 955) e Teodora II († 950), secondo lo stesso Liutprando, fu donna spietata e degna della famiglia a cui apparteneva, famiglia tanto potente da mettere sul soglio pontificio ben nove candidati dopo la morte di Sergio III, i primi tre scelti dalla figlia Marozia, gli altri sei dal marito Alberico I: Anastasio III (forse pure figlio di Sergio III), Landone, Giovanni X, Leone VI, Stefano VII, Giovanni XI, Leone VII, Stefano VIII, Marino II, Agapito II. Marozia fece deporre papa Giovanni X nel maggio 928 per sostituirlo con papa Leone VI e lo fece uccidere nel 929, dopo che già era salito Stefano VII. Alberico II in punto di morte, nel 954, fece giurare agli elettori che dopo Agapito avrebbero messo sul trono suo figlio Ottaviano. Così fu e il bisnipote di Teodora I (in quanto figlio di Alberico II, figlio di Marozia) divenne Papa Giovanni XII (955-963).
Teodora e Teofilatto ebbero altri figli oltre Marozia e Teodora II, Sergia e Bonifacio, di cui non si sa nulla, e un Teofilatto consul et dux probabilmente premorto al padre.